# Jonathan Kite
Jonathan Kite (ur. 2 września 1979 w Skokie) – amerykański aktor i komik stand-up.

## Życiorys
Jonathan Kite urodził się i dorastał w Skokie w stanie Illinois w rodzinie Żydów aszkenazyjskich jako syn Lynn i Davida. Uczęszczał do Old Orchard Junior High i Niles North High School. W 2002 ukończył studia na wydziale aktorskim Uniwersytetu Illinois w Urbanie i Champaign.
Wziął udział w reklamach napojów białkowych Muscle Milk. Występował z Second City, Groundlings i innymi grupami improwizacyjnymi. Od 2011 gra rolę Olega Golishevsky’ego, ukraińskiego kucharza w serialu komediowym Dwie spłukane dziewczyny stacji CBS. Wystąpił także gościnnie w innych serialach takich jak: Dorastająca nadzieja, Z kopyta, Amerykański tata, The Life & Times of Tim, In the Flow with Affion Crockett czy Czarodzieje z Waverly Place. Kite występuje też jako komik stand-up.
Wspiera organizacje charytatywne zajmujące się autyzmem i rakiem piersi.

## Filmografia
- 2003: Jimmy Kimmel Live! jako Hacky Sack Hippie
- 2006: Piraci z Karaibów: Skrzynia umarlaka jako pirat „Czarnej Perły”
- 2007: Czarodzieje z Waverly Place jako agent Lamwood
- 2009: Suite Life: Nie ma to jak statek jako Anterian
- 2010: Dorastająca nadzieja jako mężczyzna
- 2010: Someday Hero jako ojciec, turysta
- 2011-2017: Dwie spłukane dziewczyny jako Oleg Golishevsky
- 2011: Night Tales jako Roger Greedman
- 2011: Blast Off jako wielebny Frank
- 2011: Z kopyta jako Terrence